# Сан Пјетро (Кремона)
Сан Пјетро је насеље у Италији у округу Кремона, региону Ломбардија.
Према процени из 2011. у насељу је живело 115 становника. Насеље се налази на надморској висини од 43 м.